# Халецький Михайло Михайлович
Михайло Халецький (д/н —після 1534) — державний діяч, дипломат Великого князівства Литовського.

## Життєпис
Походив з українського шляхетського роду Халецьких власного гербу. Єдиний син Михайла Халецького, річицького намісника.дата народження невідома. Вперше письмово згадується у 1512 році на посаді київського городничого (очільника замку Києва).
Можливо у 1521 році був послом до Кримського ханства, але на думку низки дослідників цим послом був старший Михайло Халецький. У 1522 році отримавовруцьке староство. Згадується в грамотах і листах великого князя литовського і короля польського Сигізмунда I як намісник або державця. У 1527 році «експектативу» на Овруцьке староство отримав Тихно Козинський, але не вступив у права (напевне це було лише закріплена можливість отримати овруцьке староство після смерті власника). Тому до 1530 року офіційні листи вказують Михайла Халецького як овруцького намісника.
1523 року король Сигізмунд І подарував йому Стримятицьку луку понад Дніпром, а він її потім продав своїм родичам шляхтичам Трипільським.
1534 року в Овручі склав свій заповіт. Подальша доля невідома. Напевне невдовзі Михайло Халецький помер

## Родина
Дружина — донька князя Костянтина Крошинського
Діти:
- Остафій (д/н—після 1537)
- Йосип (д/н—1559 або 1562), овруцький, канівський, черкаський староста
- Федора
- Катерина